# Teoria da descoberta da Austrália pelos portugueses
Embora a maioria dos historiadores sustente que a descoberta europeia da Austrália ocorreu em 1606 com a viagem do navegador neerlandês Willem Janszoon a bordo do Duyfken, foram avançadas numerosas teorias alternativas. A precedência da descoberta foi reclamada pela China, Portugal, França, Espanha e, até, para os Fenícios. Dessas teorias, uma das mais bem suportadas é a teoria da descoberta da Austrália pelos portugueses.

## A teoria

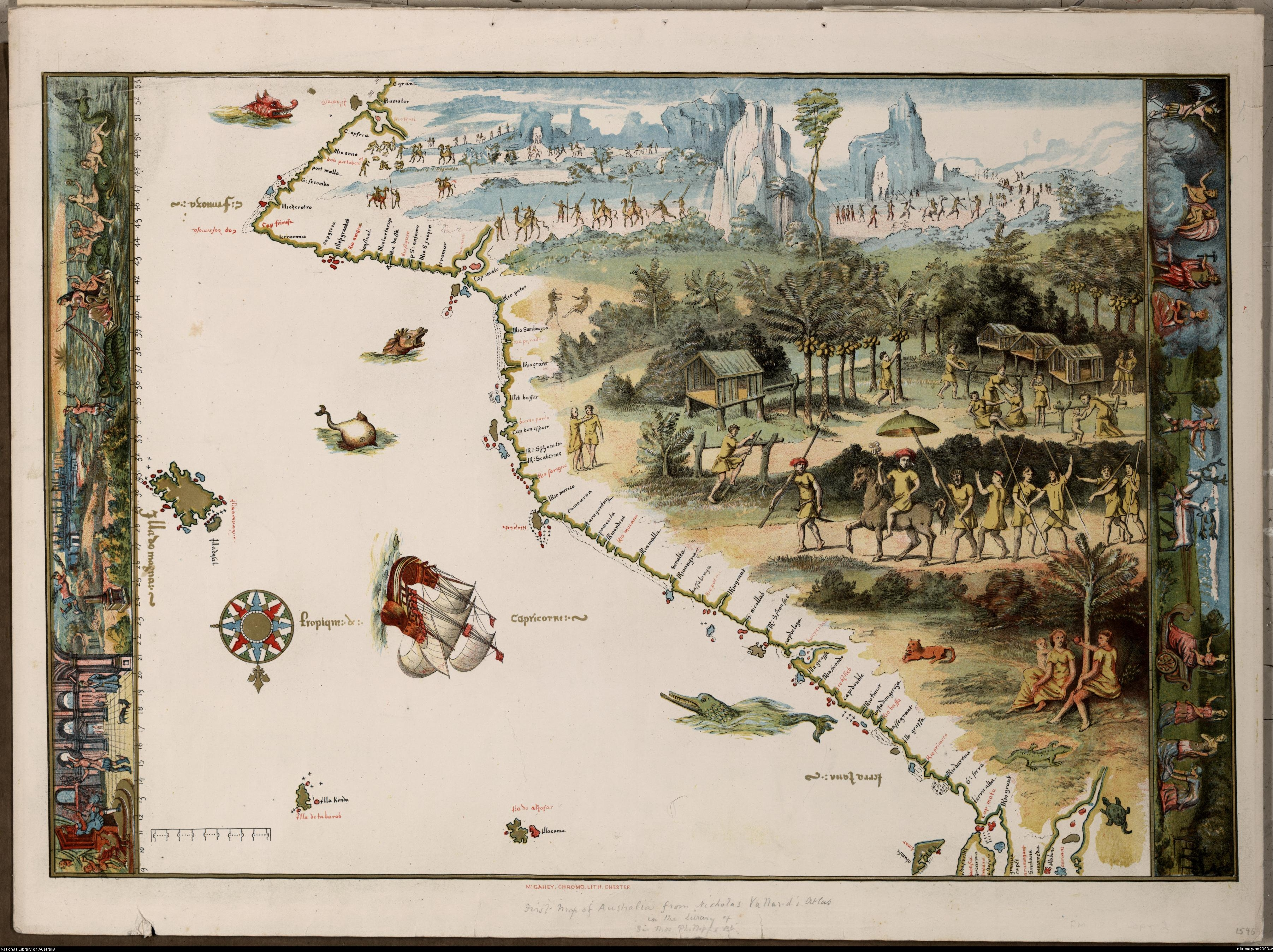
Carta do atlas de Nicholas Vallard (1547), um dos Mapas de Dieppe, que alguns investigadores consideram representar a costa nordeste australiana (imagem: Biblioteca Nacional da Austrália)

O primeiro contacto europeu com o continente do Sul teria sido efectuado por navegadores portugueses, embora não haja referências a esta viagem ou viagens nos arquivos históricos de Portugal. A principal evidência para estas visitas não declaradas foi a descoberta de dois canhões portugueses afundados ao largo da baía de Broome na costa noroeste da Austrália. A tipologia dessas peças de artilharia indica serem de fabricação portuguesa, podendo ser datadas entre os anos de 1475 e 1525.
Tem sido também sugerido que duas expedições portuguesas realizadas nos mares da Indonésia no primeiro quartel do século XVI teriam atingido o território australiano: a expedição de Cristóvão de Mendonça a partir de Malaca para o sul em busca das "ilhas de ouro" (1522), mas sobretudo a de Gomes de Sequeira (1525) que supostamente teria atingido a Península de York. Para reforçar esta tese evoca-se o estabelecimento pelos portugueses em 1516 de um entreposto comercial em Timor, que fica a cerca de 500 quilômetros da Austrália.
Segundo o historiador e filólogo Carl von Brandenstein, os portugueses teriam naufragado no noroeste da Austrália Ocidental, perto da ilha de Depuch, entre 1511 e 1520, tendo sido os primeiros europeus a tocar a Austrália, de onde não puderam sair. Estes portugueses acabariam por se integrar com a população local, deixando marcas culturais assimiladas pelos aborígenes. A fundamentação das suas teorias encontra-se na análise das línguas das etnias Ngarluma e Karriera (tribos da Austrália Ocidental), que apresentam particularidades que não se detectam nas outras línguas aborígenes, como o uso da voz passiva. von Brandenstein apresenta também uma lista de palavras destas línguas que alega terem uma origem portuguesa (exemplos: thartaruga de tartaruga, monta/manta de monte, thatta de tecto).
Uma série de mapas conhecidos como Mapas de Dieppe, produzidos por uma escola de cartografia na cidade francesa de mesmo nome entre 1536 e 1566, e que revelam uma influência portuguesa, retratam uma terra chamada Jave La Grande que apresenta uma configuração de costa que lembra a costa ocidental australiana, em alguns casos representando formas vegetais e etnográficas. Alguns académicos rejeitam uma ligação dos mapas com representações da Austrália, argumentando que as formas vegetais e humanas são típicas das ilhas da Indonésia ou que seriam meras representações lendárias.
Pode ainda ser salientado um mapa neerlandês do século XVII que representa uma barreira de coral com o nome de Abreolhos. Esta palavra é uma derivação da expressão de língua portuguesa abre olhos, que era usada com frequência para assinalar zonas de perigo em cartas marítimas lusitanas (expressão ainda hoje utilizada popularmente para designar qualquer acidente doloroso, que serve para ensinar a ter cuidado).
Para os partidários da tese da prioridade portuguesa, os navegadores lusitanos não reclamaram o continente para a coroa de Portugal e mantiveram a descoberta aparentemente em silêncio. Os motivos do secretismo desta eventual iniciativa estariam relacionados com o Tratado de Tordesilhas, que determinava que a zona da Austrália seria, quando descoberta, propriedade da coroa espanhola. Para adensar o mistério, os eventuais registos e notas de bordo destas expedições devem ter desaparecido na destruição do Terramoto de Lisboa de 1755.
Com a morte do Cardeal-Rei D. Henrique em 1580, e com a formação da união pessoal entre as coroas portuguesa e espanhola, Portugal nunca mais retomou as iniciativas de exploração nesta parte do mundo. A falta de documentos escritos sobre estas expedições faz com que a presença portuguesa na costa australiana seja posta em causa por muitos historiadores.
Richard Henry Major defende que os portugueses estiveram na costa australiana também em 1601 através de expedição do navegador Manuel Godinho de Erédia, sob ordens do Vice-Rei da Índia Ayres de Saldanha. Apresenta como prova uma cópia de mapa que o próprio descobriu no Museu Britânico em que aparece a seguinte inscrição: "Nuca Antara foi descoberta no ano de 1601, por Manuel Godinho de Erédia, por mandado do Vice-Rei Ayres de Saldanha". Nuca Antara se refere a uma região da costa da Austrália que supunha-se ter sido descoberta pelos holandeses apenas em 1616.

## Os mapas de Dieppe e a teoria do descobrimento português da Austrália
Alguns pesquisadores recorrem aos mapas de Dieppe identificando indícios da exploração portuguesa da costa da Austrália na década de 1520. A maioria dos mapas de Dieppe indica uma massa de terra intitulada "Jave La Grande", entre as atuais Indonésia e Antárctica. Como os portugueses estavam activos no Sudeste da Ásia desde 1511, e em Timor desde 1516, foi sugerido por alguns autores que "Jave La Grande" é o resultado de um erro cometido pelos cartógrafos de Dieppe que estavam a trabalhar sobre mapas portugueses do litoral da Austrália. Embora nenhum dos mapas de Dieppe esteja particularmente preocupado com a representação da Austrália, a discussão australiana contemporânea sobre eles geralmente é limitada a este detalhe de "Jave La Grande”.

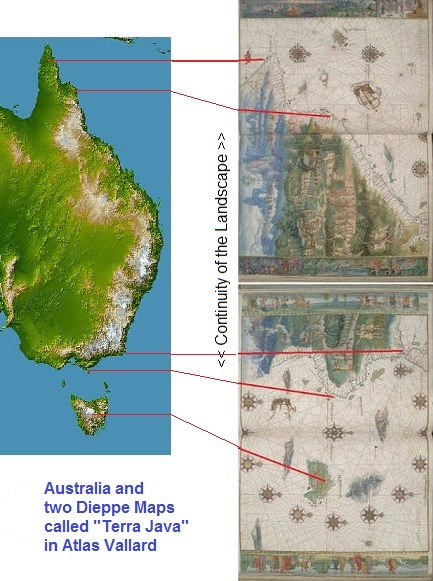
Costa leste da Austrália, o lado oculto até à viagem de James Cook, e uma eventual semelhança na continuidade de dois mapas de Dieppe no Atlas Vallard (ambos sob o nome "Terra Java"), que é sugerida pela continuidade dos desenhos inscritos, e alguns pontos de referência comparativos.

O primeiro escritor a referir estes mapas como uma evidência da descoberta portuguesa da Austrália foi Alexander Dalrymple em 1786, em uma nota curta em sua obra "Memoir Concerning the Chagos and Adjacent Islands". Ele estava tão intrigado a esse respeito que fez publicar duzentas cópias do mapa "Delfim".
Desde então diversos outros autores contribuíram para o debate sobre a massa de terra identificada como "Jave La Grande" nos mapas de Dieppe. Entre estes, incluem-se:
- Richard Henry Major, em 1859, então Guardião dos Mapas no British Museum, autor de Early Voyages to Terra Australis, argumentando que "Jave La Grande" representava as costas leste e oeste da Austrália;[11][7]
- George Collingridge, em 1895 escreveu The Discovery of Australia[12] e reproduziu um número de trechos de "Jave La Grande" de diversos mapas de Dieppe para o público de língua inglesa. Ele também argumentou que "Jave La Grande" era substancialmente a linha da costa australiana;
- O historiador português Joaquim Pedro de Oliveira Martins escreveu em 1889 que “não nos parece que portuguez algum a tivesse visitado a Australia no seculo XVI”.[13]
- O advogado Kenneth Gordon McIntyre, em 1977, publicou The Secret Discovery of Australia. Portuguese ventures 200 years before Captain Cook. Esta obra alcançou extensa divulgação na Austrália e permanece como a mais conhecida entre as que buscam demonstrar que "Jave La Grande" é a Austrália. McIntyre atribuiu as discrepâncias na representação de "Jave La Grande" às dificuldades para assinalar posições com precisão na ausência de um método confiável, à época, de determinação das longitudes, assim como às técnicas utilizadas à época para a conversão de mapas confeccionados com diferentes projecções cartográficas.
- Helen Wallis, em 1981, então Curadora dos Mapas na British Library, sugeriu que a viagem francesa de Jean Parmentier e seu irmão, Raoul Parmentier, a Sumatra em 1529, pode ter gerado informações que se encontram recolhidas nos mapas de Dieppe. Embora admitindo que as evidências para essa afirmação são circunstanciais, ela sugeriu que talvez um cartógrafo de Dieppe como Jean Rotz possa ter acompanhado a expedição.[14]
- Roger Herve, actual Guardião dos Mapas na Bibliothèque Nationale de France, em Paris argumentou que "Jave La Grande" demonstra a evidência dos descobrimentos português e espanhol da Austrália e da Nova Zelândia entre 1521 e 1528. A sua obra Chance Discoveries of Australia and New Zealand by Portuguese and Spanish Navigators between 1521 and 1528 foi inicialmente publicada em língua inglesa em 1983.[15]
- O Brigadeiro aposentado Lawrence Fitzgerald, em 1984 escreveu Java La Grande (sic).[16] Nesta obra ele compara as linhas costeiras de "Jave La Grande" como mostradas no mapa "Delfim" (1536-1542) e no de Desceliers (1550) com a actual linha costeira da Austrália, argumentando que os cartógrafos de Dieppe uniram incorrectamente mapas portugueses. Ele também sugeriu que algumas das ilustrações em "Jave La Grande" podem estar relacionadas à Austrália.
- Gavin Menzies, escritor inglês, na obra 1421, The Year China Discovered the World, publicada em 2002, sugeriu que a representação de "Jave La Grande" nos mapas de Dieppe refere-se às descobertas do explorador Chinês Zheng He e seus almirantes. O autor sugere que os cartógrafos dos mapas de Dieppe trabalharam a partir de mapas portugueses da Austrália que, a seu turno, foram copiados de fontes chinesas.
- O jornalista Peter Trickett, em 2007 publicou a obra Beyond Capricorn.[17] Ele afirma que foi cometido um erro na junção de mapas pelos cartógrafos que trabalharam no Atlas de Nicholas Vallard em 1547, e que, se parte dele for rotacionada em 90º (ver a cópia de 1856 acima, à direita), ele se torna um mapa acurado da costa australiana e da ilha norte da Nova Zelândia. Ele também sugere que algumas das ilustrações e embelezamentos em "Jave La Grande" podem estar conexos à Austrália. Alguns meios de comunicação durante a divulgação da obra à época de seu lançamento sugeriram, incorrectamente, que o Atlas de Vallard não era muito conhecido.[18] A conferência “Portugueses na Austrália”, decorreu no Museu da Ciência, em Coimbra, na sequência da publicação em português do livro “Para Além de Capricórnio”, do Peter Trickett. A conferência serviu para enquadrar uma discussão que é tudo menos recente. Francisco Contente Domingues, da Faculdade de Letras da Universidade de Lisboa, moderando a mesa redonda que se seguiu ao colóquio. “Chegar em primeiro lugar não tem qualquer importância, até porque isso não é aferível. O importante é chegar lá e lá voltar [… tornando uma terra descoberta num] património civilizacional colectivo”, indicou Francisco Domingues, docente e investigador em História Marítima Portuguesa. “Os portugueses estiveram na Austrália; os ingleses descobriram-na ” [no sentido do termo que compreende a noção de lhe terem dado um espaço no conjunto das nações]”, concluiu Francisco Domingues.[19]